# Kjosfossen Station
Kjosfossen Station (Kjosfossen holdeplass eller Kjosfossen stasjon) er en jernbanestation på Flåmsbanen i Norge. Stationen blev åbnet i 1951 som en turiststation ved vandfaldet Kjosfossen. Stationen er kun tilgængelig med tog, der kun stopper ved den i sommerhalvåret for at passagerne kan besigtige vandfaldet. Indtil februar 1977 hed stationen Kjosfossen kraftstasjon.